# Dasychira pulchra
Dasychira pulchra är en fjärilsart som beskrevs av Swinhoe 1906. Dasychira pulchra ingår i släktet Dasychira och familjen tofsspinnare. Inga underarter finns listade i Catalogue of Life.